# Polyplumaria flabellata
Polyplumaria flabellata is een hydroïdpoliep uit de familie Plumulariidae. De poliep komt uit het geslacht Polyplumaria. Polyplumaria flabellata werd in 1873 voor het eerst wetenschappelijk beschreven door Sars. 